# Yu Chi-hwan
Yu Chi-hwan (1908–1967), también conocido por su seudónimo Cheongma, fue un poeta surcoreano del siglo XX.

## Biografía
Yu Chi-hwan nació en la provincia de Gyeongsang del Sur, Corea del Sur. Publicó al menos diez volúmenes de poesía. Colaboró con las fuerzas de ocupación durante el periodo colonial japonés. En 2005 se construyó una plaza con su busto y cinco monumentos, cada uno de ellos con un poema suyo, en el lugar donde se encuentra la tumba del poeta, que está en Bangha-ri, Dundeok-myon, Geoje, provincia de Gyeongsang del Sur.
Fue a la escuela secundaria Toyoyama en Japón durante cuatro años, después volvió a Corea para graduarse de la escuela de bachillerato Dongnae. Entró en la división de humanidades de la Universidad Yunhui (actualmente Yonsei) en 1927, pero lo dejó un año después. En 1937 dirigió la publicación Fisiología (Saengni). En abril de 1940 se mudó a Manchuria. Volvió a Corea en junio de 1946 y creó la Asociación Cultural de Tongyeong (Tongyeong munhwa hyeophoe), además de unirse a varios otros grupos. En 1952 se unió al círculo Poesía y poética (Siwa siron) en Daegu y en 1955 supervisó la publicación de Cebada Verde (Cheongmaek), una revista producida por el círculo de escritores de Gyeongsang del Sur. Ha sido premiado con el premio cultural de Seúl, el premio al mérito de la Academia Coreana de Artes (Yesurwon gongnosang) y el premio cultural de Busan. Falleció el 13 de febrero de 1967.

## Obra
Empezó su carrera en la poesía con la publicación de "Silencio" (Jeongjeok) en la publicación Arte literario en diciembre de 1931. La publicación de su primer poemario Poemas de Yoo Chihwan (Cheongmasicho) en 1939 fue seguida de otros diez volúmenes de poesía, incluyendo El capítulo de la vida (Saengmyeong-ui Seo), La isla de Ulleung  (Ulleungdo) y Viaje de una libélula (Cheongnyeong ilgi). También publicó libros basados en sus experiencias en el ejército durante la guerra de Corea, como Junto con la infantería (Bobyeonggwa deobureo). Qué feliz de haber amado (Saranghaesseumeuro haengbokhayeonnera), publicada de forma póstuma, es una selección de doscientas cartas de amor que escribió al poeta de sijo Lee Yeongdo.
La obra del poeta muestra la voluntad de superar la muerte y la nada, que es el destino básico de la existencia humana. Esta voluntad está relacionada con la propia peregrinación espiritual del poeta, de modo que tiene numerosas connotaciones en su poesía. Por una parte, en la dimensión histórica representada por las circunstancias extremas de los últimos años del imperialismo japonés, aparece una rabia masoquista y una voluntad salvaje, mientras que por otra parte encontramos compasión y pathos existencial por la muerte a la que está predeterminada la humanidad. Estos retratos paralelos de las fuerzas de la vida y el pathos son descritos en uno de sus poemas más conocidos, que es "La bandera" (Gitbal). Esta bandera es la mentalidad romántica que a la vez que expresa compasión por la humanidad y el deseo de una utopía, simbolizados en la imagen de un mar azul, no puede finalmente llegar a esa utopía. Yoo Chihwan es conocido como el poeta de la escuela de la "fuerza de la vida"  por este empeño por superar la esencia de la nada con una gran fuerza de voluntad, basándose en ese amor violento a las fuerzas de la vida. También el recitado suave y los sublimes temas poéticos de su obra crean un mundo poético que pocas veces se ha visto en la poesía moderna coreana.

## Obras traducidas
- Imágenes del tiempo, translated by Kim Hyun Chang.  Verbum: Madrid, 2005

## Obras en coreano (lista parcial)
Poemarios
- Poemas de Yoo Chihwan (Cheongmasicho, 1939)
- El capítulo de la vida (Saengmyeong-ui Seo)
- La isla de Ulleung (Ulleungdo)
- Viaje de una libélula (Cheongnyeong ilgi)

Otros
- Qué feliz de haber amado (Saranghaesseumeuro haengbokhayeonnera)

## Premios
- Premio cultural de Seúl
- Premio al mérito de la Academia Coreana de Artes (Yesurwon gongnosang)
- Premio cultural de Busan